# Église Saint-Jean-Baptiste de La Roche-sur-Foron
L'église Saint-Jean-Baptiste de La Roche-sur-Foron est une église située à La Roche-sur-Foron, en France. Elle est une des anciennes collégiales du Diocèse de Genève.

## Localisation
L'église est située dans le département français de la Haute-Savoie, sur la commune de La Roche-sur-Foron.

## Historique
Jean-Louis Grillet indique l'élévation de l'église en 1111 sous l'impulsion du comte Aymon Ier de Genève. D'autres sources indiquent plutôt que la décision a été prise par le comte Guillaume Ier, comte de Genève, à la fin du XIIe siècle.
L'édifice est reconstruit à la fin du XVe siècle. Elle est incendiée partiellement en 1507 puis restaurée dix ans plus tard. Un nouvel incendie détruit l'église en 1530. Elle sera restaurée puis agrandie en 1560.
Le chœur ainsi que le clocher ont été refaits au XVIe siècle, et la nef au XIXe siècle.
L'édifice est inscrit au titre des monuments historiques en 1975.
L'église est élevée au rang de collégiale en 1536.

## Description
L'édifice est caractérisé par son clocher à bulbe et ses murs en pierre de taille.

## Sources et références
1. 1 2  « Église », notice no PA00118426, sur la plateforme ouverte du patrimoine, base Mérimée, ministère français de la Culture
2. ↑  Cité par la Société d'histoire et d'archéologie de Genève, Mémoires et documents, volume 7, 1956, p.106